# Pierre-Louis Le Carpentier de Chailloué
Pierre-Louis Le Carpentier de Chailloué est un homme politique français né le 19 juillet 1736 à Aube (Orne) et décédé le 18 janvier 1823 à Rouen (Seine-Maritime).
Conseiller au Parlement de Rouen, il est député de la noblesse aux états généraux de 1789 pour le bailliage d'Alençon. Il est choisi comme secrétaire de son ordre le 6 mai 1789. Il quitte l'assemblée en 1790.

## Sources
- « Pierre-Louis Le Carpentier de Chailloué », dans Adolphe Robert et Gaston Cougny, Dictionnaire des parlementaires français, Edgar Bourloton, 1889-1891 [détail de l’édition]